# 가족실

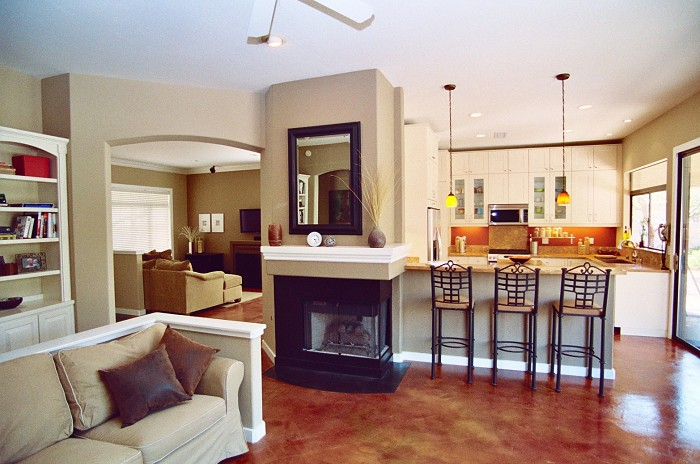
애리조나주의 가족실.

가족실(Family room)은 집에 있는 비공식적인 다목적 공간이다. 패밀리룸은 가족과 손님이 모여 대화, 독서, TV 시청 및 기타 가족 활동과 같은 집단 레크리에이션을 위한 장소로 설계되었다. 흔히 가족실은 부엌에 인접해 있고 때로는 시각적인 방해 없이 부엌으로 흘러들어가기도 한다. 가족실에는 뒷마당과 데크, 정원 또는 테라스와 같은 특정 야외 생활 공간으로 이어지는 문이 있는 경우가 많다.
가족실이라는 용어는 조지 넬슨과 헨리 라이트가 1945년에 쓴 책 Tomorrow's House에서 정의되었다. '이름 없는 방'이라는 제목의 제7장에서는 거실에서 허용되지 않을 활동을 허용하면서 가족 전체의 사회적, 여가적 요구를 충족시킬 수 있는 새로운 '집안에서 가장 큰 방'에 대한 현대생활의 필요성을 언급하였다.
이 큰 방은 사용하기에 "튼튼한" 가구들과 재료들이 있을 것이고, 청소하기 쉬워야 할 것이다. 당시의 기존의 "엉덩이 방"들과 대조적으로, 가족실은 때때로 약간 더 격식을 차린 오락을 제공할 것이므로 잘생긴 방이어야 하고, 장난감, 도구 등이 눈에 띄지 않게 보관될 수 있는 찬장이 있어야 한다.

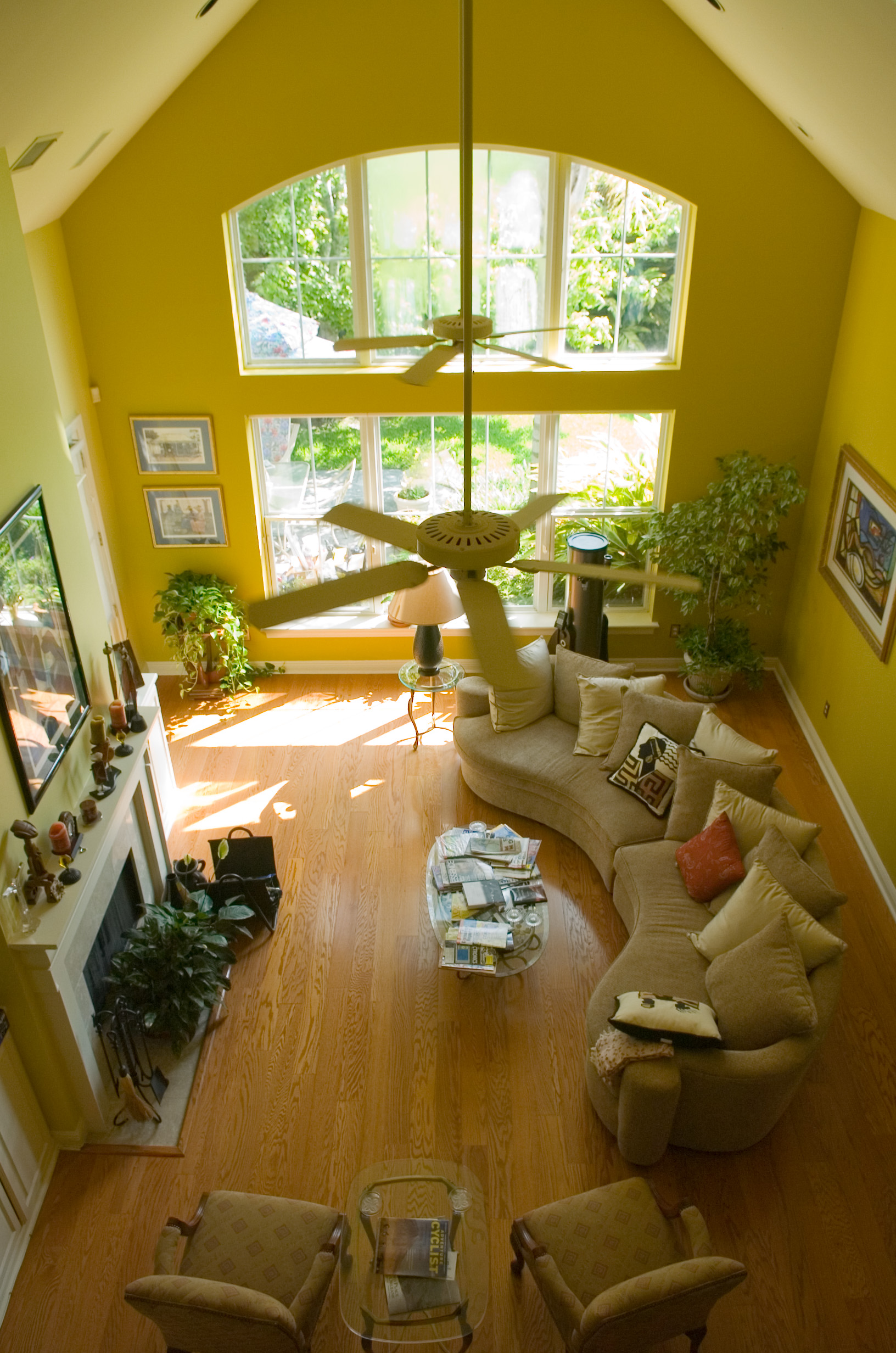
격식 있는 장식을 갖춘 뉴올리언스 거실

가족실, 거실, 레크레이션 룸의 구분은 유동적이지만 위치, 기능, 디자인이라는 세 가지 특성에 따라 분류할 수 있다. 1970년대에는 대형 컬러 TV로 즐기는 축구 경기 덕분에 가족실이 부모와 자녀를 위한 공간으로 더욱 인기를 끌었다. 둘 이상의 집에서 가족실은 기능과 가구 모두에서 덜 격식을 차리고 정문에서 멀리 떨어져 있는 반면, 거실은 일반적으로 손님, 특별 행사 및 골동품이나 예술품 같은 품목을 전시하는 좀 더 격식을 갖춘 공간이며, 일반적으로 집의 앞쪽 중앙 부분에 위치한다. 레크리에이션 룸은 일반적으로 지하에 있으며 게임과 놀이 시간에 사용된다.
하나만 있는 가정에서는 일반적으로 용어를 같은 의미로 사용한다. 평면도에서 " 그레이트 룸"은 거실과 가족실이 부엌에 인접한 하나의 높은 천장 방으로 결합된 곳이다.

## 같이 보기
- 거실